# Padang Tinggi (Tanjung Kemuning)
Padang Tinggi is een bestuurslaag in het regentschap Kaur van de provincie Bengkulu, Indonesië. Padang Tinggi telt 275 inwoners (volkstelling 2010).